# Gastão Cruz
Gastão Santana Franco da Cruz (Faro, 20 de julio de 1941 - Lisboa, 20 de marzo de 2022) fue un poeta, traductor y crítico literario portugués.

## Biografía
Se licenció en Filología Germánica por la Facultad de Letras de la Universidad de Lisboa. Fue profesor de la enseñanza secundaria y, entre 1980 y 1986, ejerció las funciones de Lector de Portugués en la Universidad de Londres (King’s College), donde además de lengua portuguesa, dio clases de poesía, drama y literatura portuguesa.
Como poeta, su nombre aparece inicialmente conectado a la publicación colectiva Poesia 61 (que reunió a Gastão Cruz, Casimiro de Brito, Fiama Hasse Pais Brandão, Luiza Neto Jorge e Maria Teresa Horta), una de las principales contribuciones para la renovación del lenguaje poético portugués en la década de 1960. Como crítico literario, coordinó la revista Outubro y colaboró en varios periódicos y revistas durante la década de 1960 - Seara Nova, O Tempo e o Modo y Os Cadernos do Meio-Dia  (publicados bajo la dirección de Casimiro de Brito y António Ramos Rosa). Esa colaboración fue reunida en varios volumen, con el título A poesia portuguesa hoje (1973), libro que permanece hoy como una referencia para el estudio de la poesía portuguesa de la década de los sesenta.
Conectado a la actividad teatral, Gastão Cruz fue uno de los fundadores del grupo de teatro Hoje (1976-1977), para el cual escenificó piezas de Crommelynck, Strindberg, Camus, Chejov o una adaptación suya de Uma abelha na chuva (1977), de Carlos de Oliveira. Algunas de ellas fueron traducidas por primera vez al portugués por el poeta. Fue igualmente uno de los fundadores del Grupo de Teatro de Letras, en 1965.
El recorrido literario de Gastão Cruz incluye la traducción de nombres como William Blake, Jean Cocteau, Jude Stéfan y Shakespeare. As doze canções de Blake que tradujo forman, de hecho, parte de su bibliografía poética.
Su obra Rua de Portugal recibió el gran Premio de Poesía de la Asociación Portuguesa de Escritores, en 2004.
Murió el 20 de marzo de 2022 en el Hospital de Egas Moniz, en Lisboa, donde se encontraba internado.